# ورزشکاه آلفرد کونزه
ورزشکاه آلفرد کونزه (به آلمانی: Alfred-Kunze-Sportpark) یک ورزشگاه فوتبال در آلمان است که در لایپزیگ واقع شده‌است.